# Liolaemus walkeri
Liolaemus walkeri — вид ігуаноподібних ящірок родини Liolaemidae. Ендемік Перу.

## Поширення і екологія
Liolaemus walkeri мешкають в Перуанських Андах в регіонах Хунін, Ліма і Паско. Вони живуть на високогірних луках пуна, серед скель. Зустрічаються на висоті від 3963 до 4211 м над рівнем моря. Є живородними.

## Збереження
МСОП класифікує стан збереження цього виду як близький до загрозливого. Liolaemus walkeri може загрожувати знищення природного середовища.